# Rogiera cordata
Rogiera cordata là một loài thực vật có hoa trong họ Thiến thảo. Loài này được (Benth.) Planch. miêu tả khoa học đầu tiên năm 1849.

## Hình ảnh

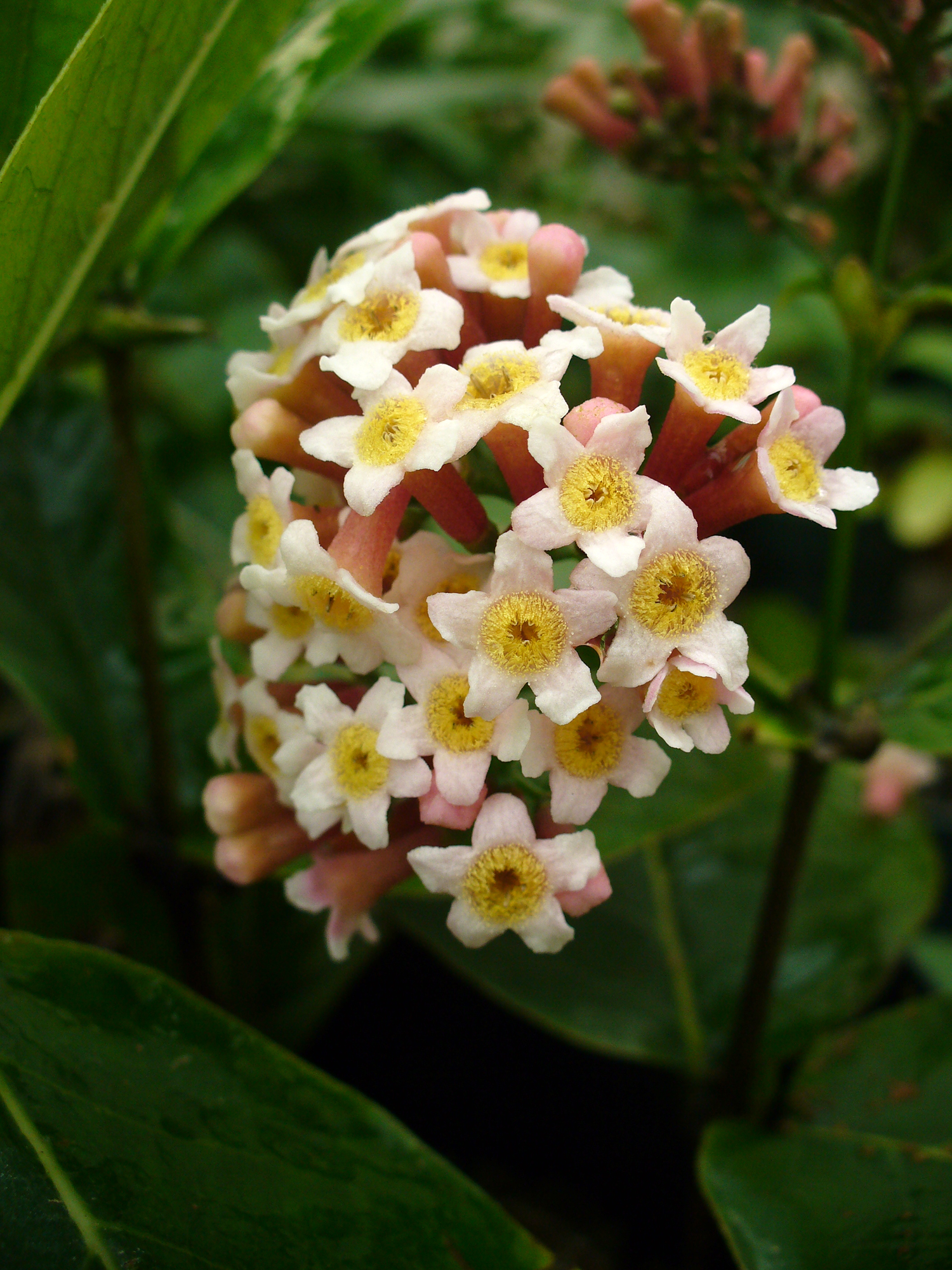
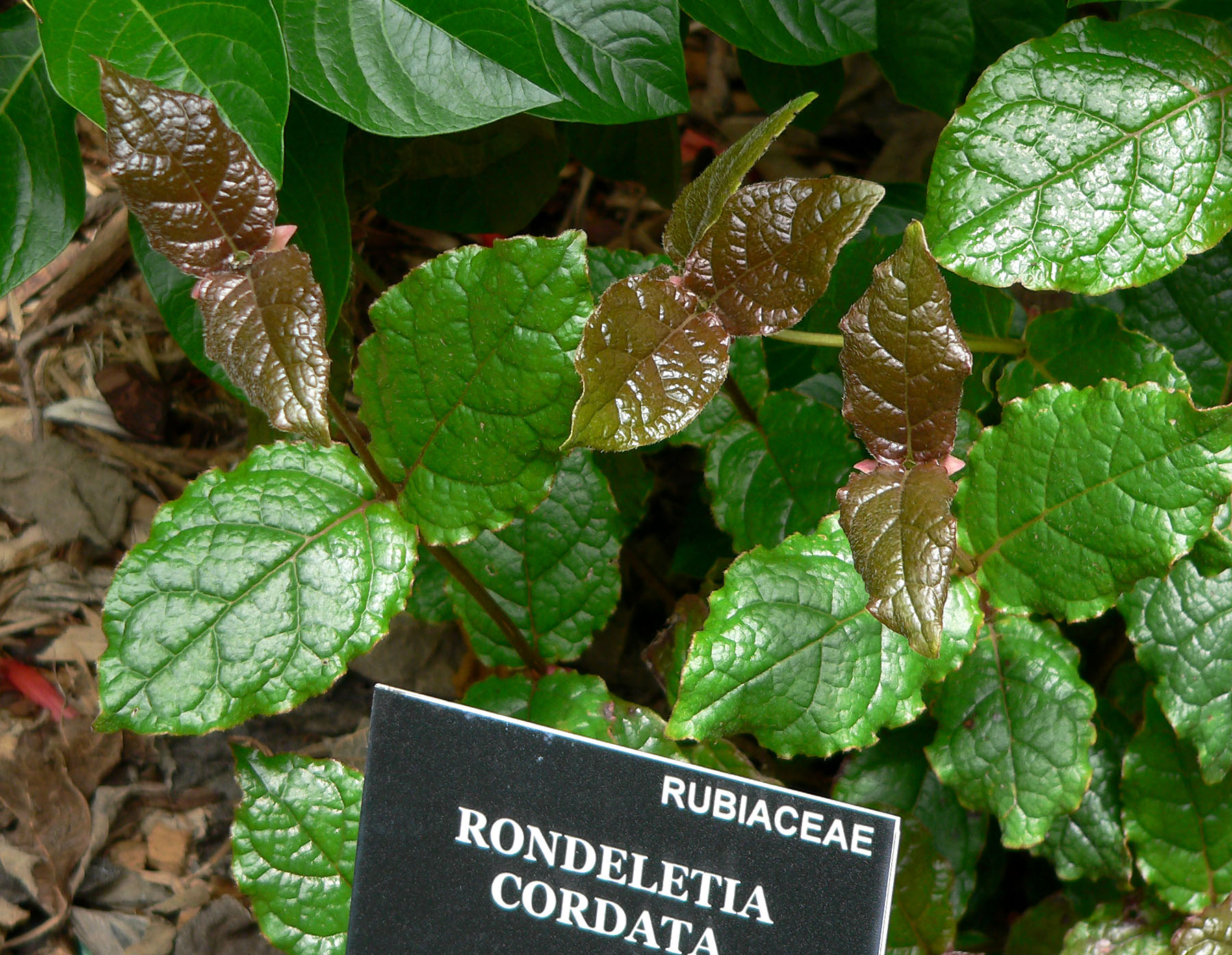
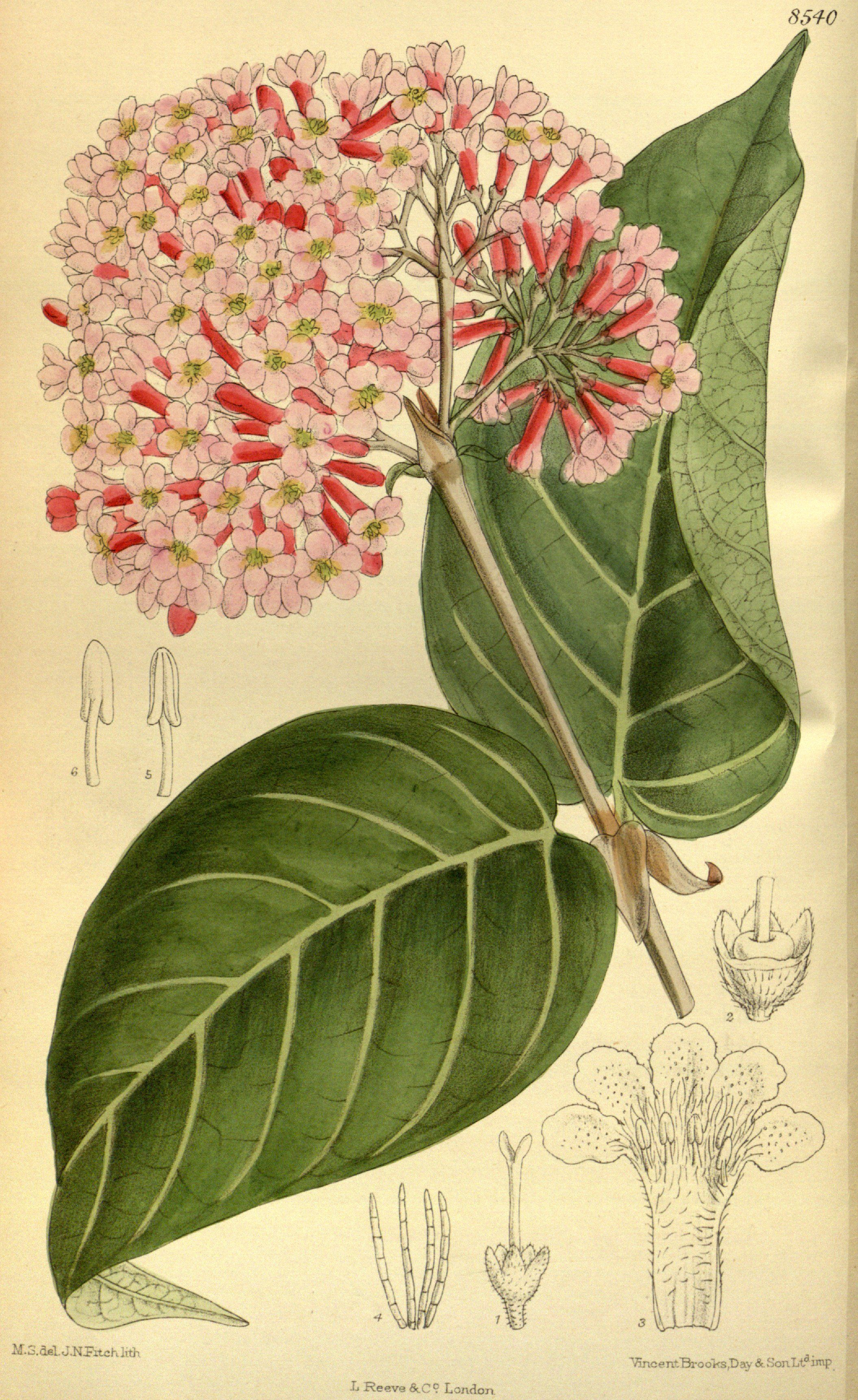